# Gerd Völs
Gerd Martin Christian Völs (22 de diciembre de 1909-15 de marzo de 1991) fue un deportista alemán que compitió en remo. Participó en los Juegos Olímpicos de Berlín 1936, obteniendo una medalla de bronce en la prueba de ocho con timonel.

## Palmarés internacional
| Juegos Olímpicos | Juegos Olímpicos  | Juegos Olímpicos  | Juegos Olímpicos |
| Año              | Lugar             | Medalla           | Prueba           |
| ---------------- | ----------------- | ----------------- | ---------------- |
| 1936             | Berlín (Alemania) | Medalla de bronce | Ocho con timonel |